# Waldorf Astoria Hotels & Resorts
Waldorf Astoria Hotels & Resorts, voorheen The Waldorf=Astoria Collection, is een hotelketen die onderdeel is van Hilton Worldwide.

## Geschiedenis
In januari 2006 kondigde Hilton Worldwide een nieuwe keten aan, The Waldorf Astoria Collection, naar het Waldorf-Astoria Hotel in New York. Grand Wailea was het eerste hotel dat zich hierbij aansloot.
In april 2007 bestond de keten uit vier hotels: het Arizona Biltmore in Phoenix (Arizona), La Quinta Resort & Spa in La Quinta (Californië), het Waldorf Astoria  in New York en het Grand Wailea Resort & Spa in Maui (Hawaï). Rome Cavalieri was het eerste WA hotel in Europa. In 2007 werd het Qasr Al Sharq in Jeddah (Saoedi-Arabië) toegevoegd aan de keten. 

In 2011 opende het hotel in Sevilla (5de WA hotel in Europa) en het Waldorf Astoria Shanghai On The Bund (1ste WA hotel in China). 

Het Arizona Biltmore hotel werd in 1929 gebouwd door Frank Lloyd Wright om aan het drankverbod te ontkomen. Sinds 1930 veranderde het verschillende keren van eigenaar totdat het in 2013 werd overgenomen door  GIC Private Limited en het onder de vleugels van Hilton kwam. 

In 2014 werden ook weer een paar hotels buiten de Verenigde Staten geopend. Na WA Dubai en WA Berlijn werd het Waldorf Astoria in Amsterdam geopend.

## Hotels en resorts

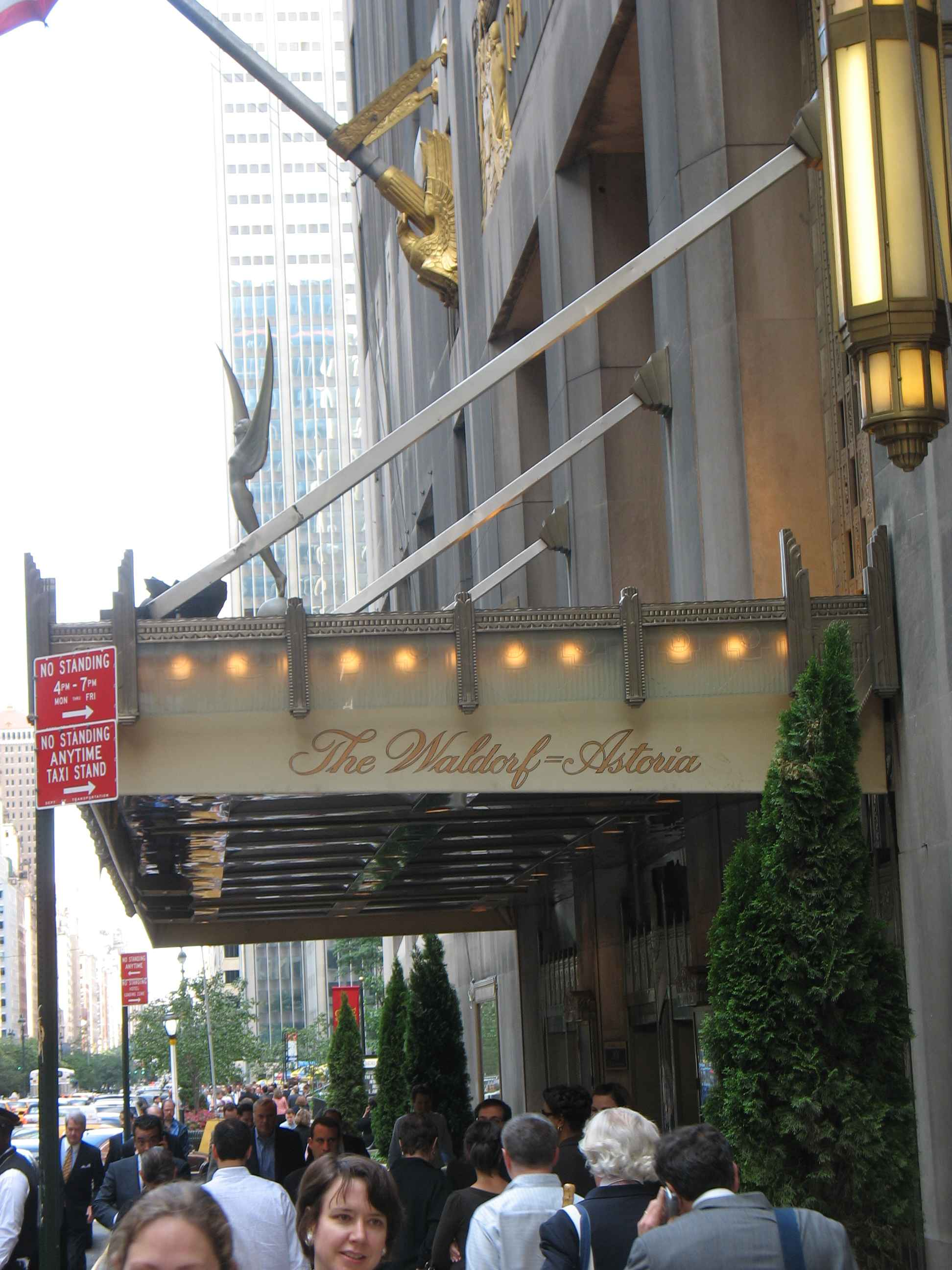
Ingang van het Waldorf-Astoria in New York

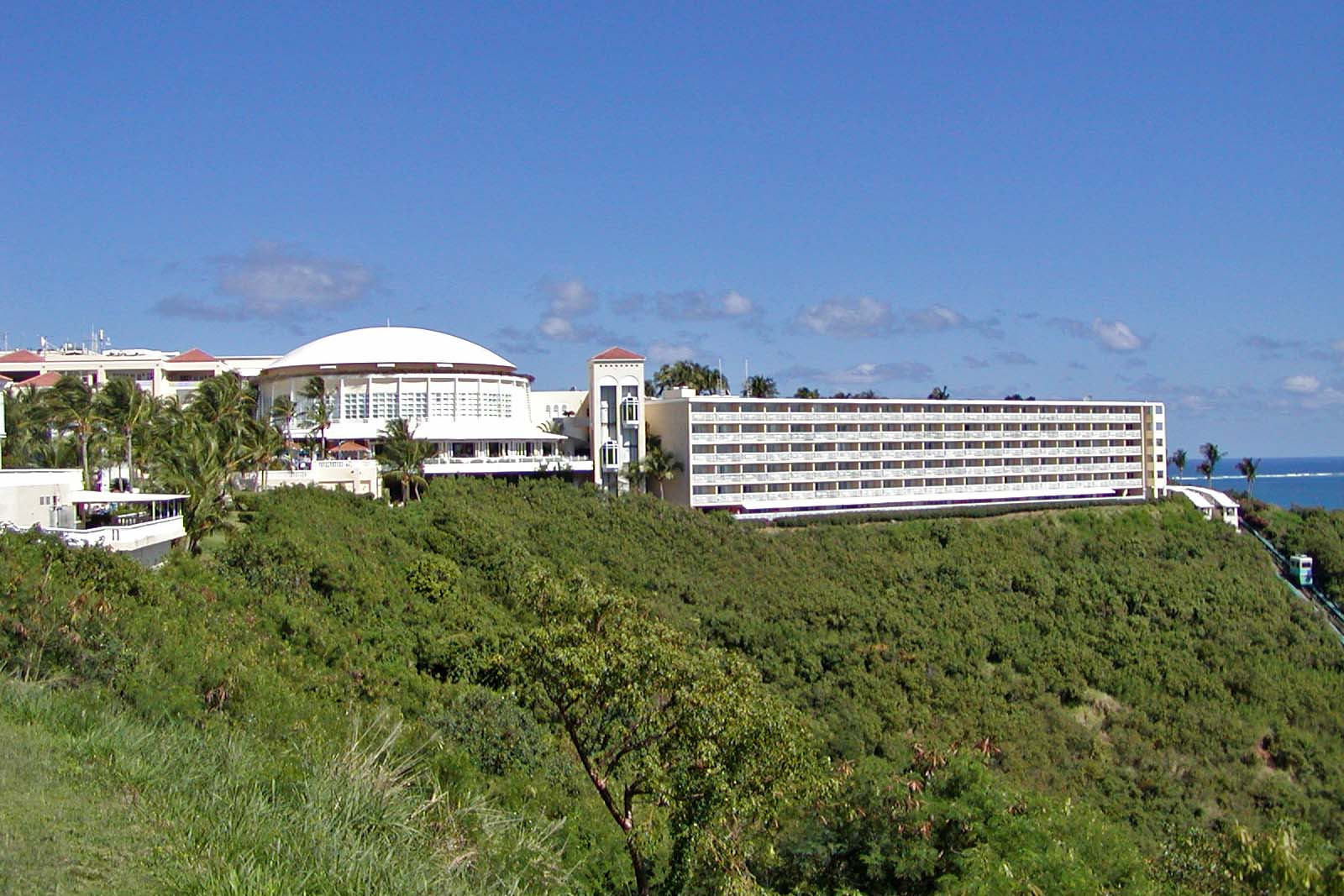
Fajardo El Conquistador-resort in Puerto Rico

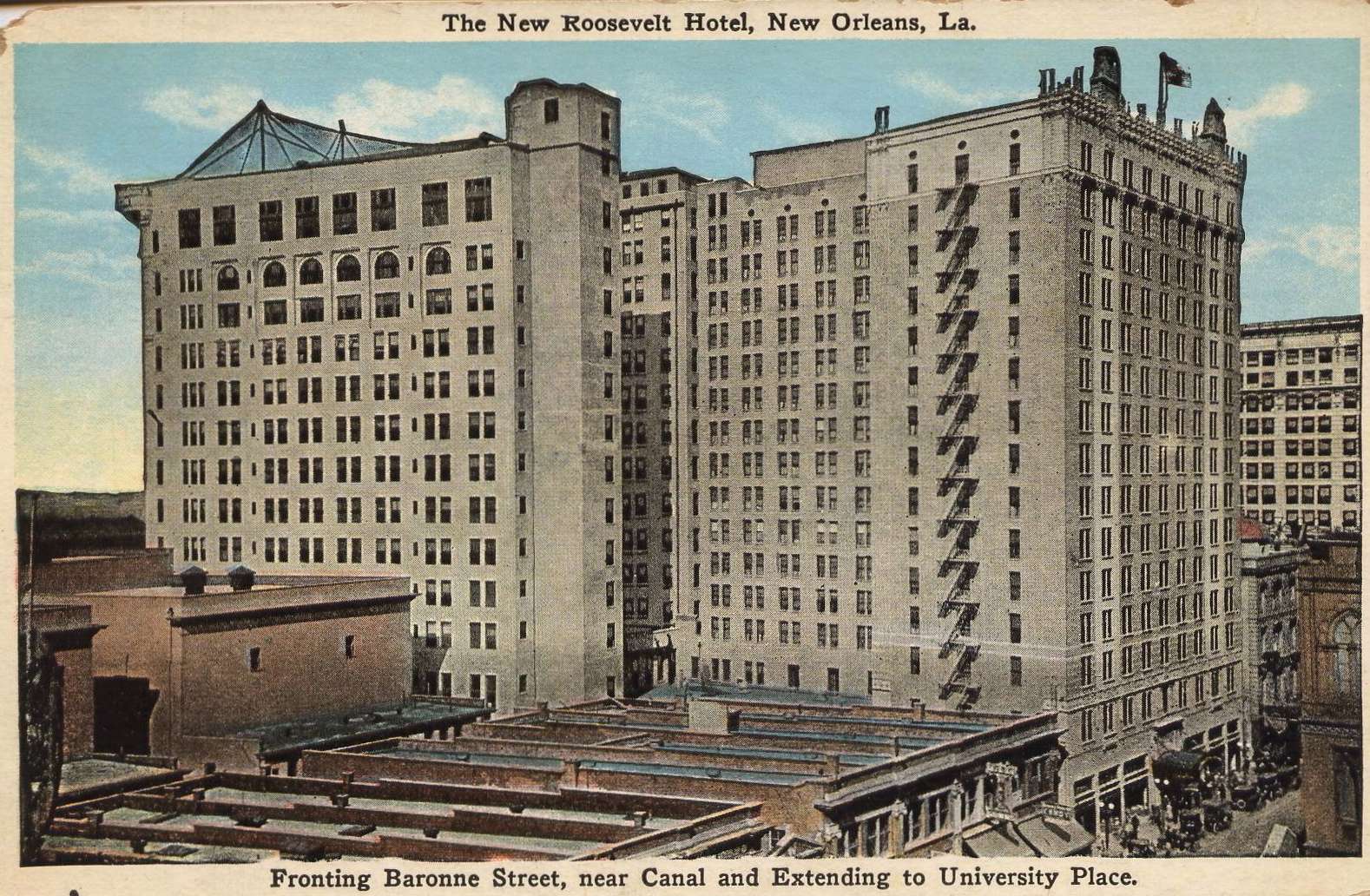
The Roosevelt in New Orleans

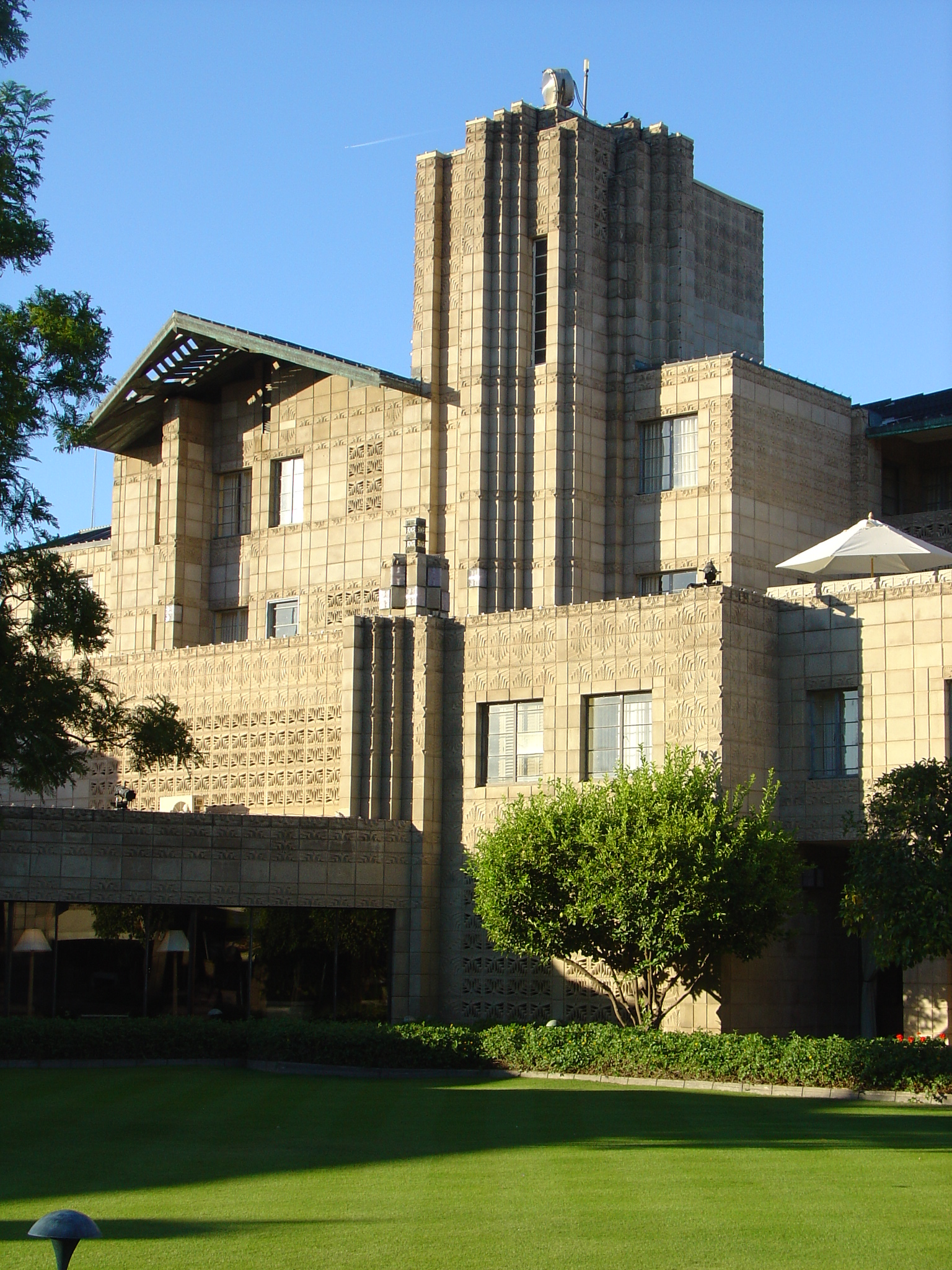
Arizona Biltmore

Status per 1 mei 2014.
| Naam                                     | Locatie              | Land                         | Sinds               | Info |
| ---------------------------------------- | -------------------- | ---------------------------- | ------------------- | ---- |
| Arizona Biltmore                         | Phoenix (Arizona)    | Verenigde Staten             | 1929/2013           |      |
| Boca Raton Resort & Club Boca Beach Club | Boca Raton           | Verenigde Staten             | 1926/2013 1980/2013 |      |
| Caledonian                               | Edinburgh            | Schotland                    |                     |      |
| Casa Marina Resort                       | Key West             | Verenigde Staten             |                     |      |
| Edgewater Beach Hotel                    | Naples (Florida)     | Verenigde Staten             | 1916/               |      |
| El Conquistador Resort                   | Fajardo              | Puerto Rico                  |                     |      |
| El San Juan Hotel & Casino               | San Juan             | Puerto Rico                  |                     |      |
| Grand Wailea Resort                      | Maui                 | Verenigde Staten             | 1991/2006           |      |
| La Quinta Resort & Club                  | La Quinta            | Verenigde Staten             |                     |      |
| Las Casitas Village                      | Fajardo              | Puerto Rico                  |                     |      |
| London Syon Park                         | Londen               | Verenigd Koninkrijk          |                     |      |
| Naples Grande Beach Resort               | Naples (Florida)     | Verenigde Staten             |                     |      |
| Qasr Al Sharq                            | Jeddah               | Saoedi-Arabië                | 2007                |      |
| Rome Cavalieri                           | Rome                 | Italië                       |                     |      |
| The Bentley London                       | Londen               | Engeland                     |                     |      |
| The Boulders                             | Scottsdale (Arizona) | Verenigde Staten             |                     |      |
| The Roosevelt New Orleans                | New Orleans          | Verenigde Staten             | 1893/2009           |      |
| Trianon Palace Versailles                | Versailles           | Frankrijk                    |                     |      |
| Waldorf Astoria Amsterdam                | Amsterdam            | Nederland                    | 2014                |      |
| Waldorf Astoria Beijing                  | Peking               | China                        | 2014                |      |
| Waldorf Astoria Berlin                   | Berlijn              | Duitsland                    | 2013                |      |
| Waldorf Astoria Dubai Palm Jumeirah      | Dubai                | Dubai                        | 2014                |      |
| Waldorf Astoria Jerusalem                | Jeruzalem            | Israël                       | 2014                |      |
| Waldorf Astoria Maldives                 | Maldiven             | Maldiven                     |                     |      |
| Waldorf Astoria New York                 | New York             | Verenigde Staten             |                     |      |
| Waldorf Astoria Orlando                  | Orlando              | Verenigde Staten             |                     |      |
| Waldorf Astoria Panama                   | Panama-Stad          | Panama                       | 2012                |      |
| Waldorf Astoria Park City                | Park City (Utah)     | Verenigde Staten             | 2009                |      |
| Waldorf Astoria Ras Al Khaimah           | Ras al-Khaimah       | Verenigde Arabische Emiraten | 2013                |      |
| Waldorf Astoria Sevilla at La Boticaria  | Sevilla              | Spanje                       | 2011                |      |
| Waldorf Astoria Shanghai On The Bund     | Shanghai             | China                        | 2011                |      |

Geplande hotels
| Naam                                  | Locatie  | Land        | Geplande opening |
| ------------------------------------- | -------- | ----------- | ---------------- |
| Waldorf Astoria Montreal              | Montreal | Canada      | 2014             |
| Waldorf Astoria Doha                  | Doha     | Qatar       | 2015             |
| Waldorf Astoria Hainan Boating Resort | Hainan   | China       | 2016             |
| Waldorf Astoria Chengdu               | Chengdu  | China       | 2016             |
| Waldorf Astoria Sanya                 | Sanya    | Hainan      | 2018             |
| Waldorf Astoria Crete Sitia Bay       | Kreta    | Griekenland | 2020             |
| Waldorf Astoria Bangkok               | Bangkok  | Thailand    | 2020             |

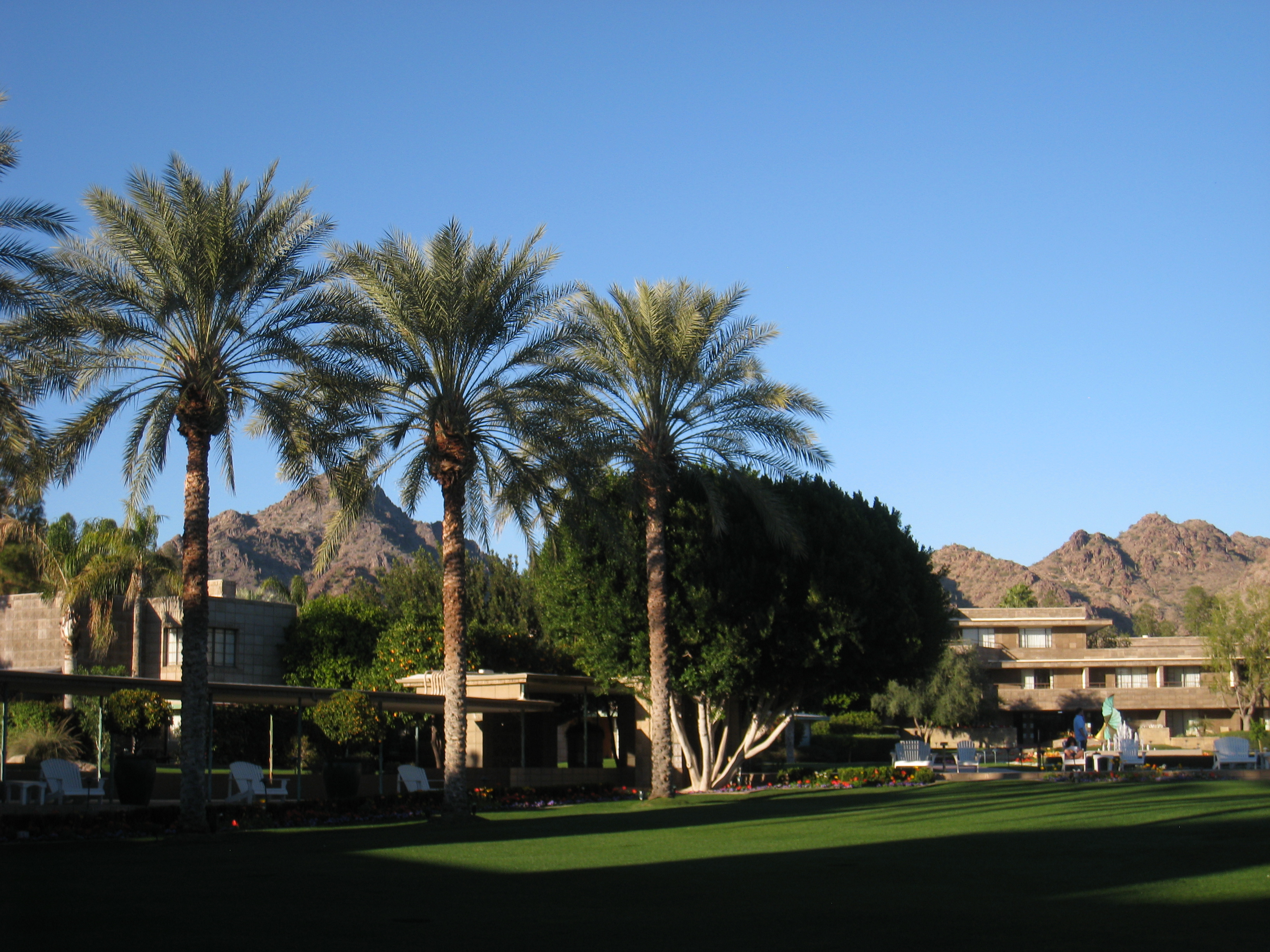
Arizona Biltmore
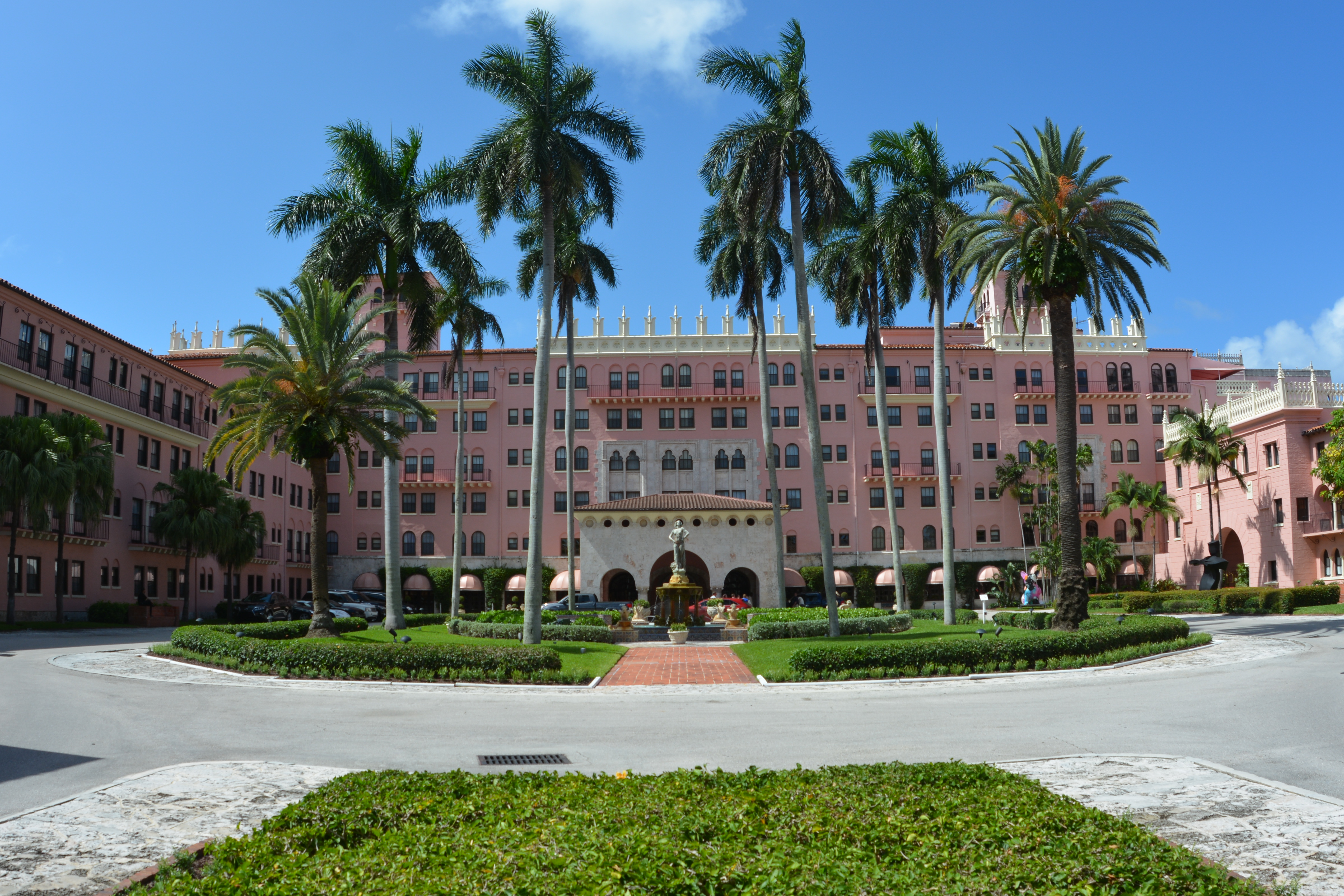
Boca Raton
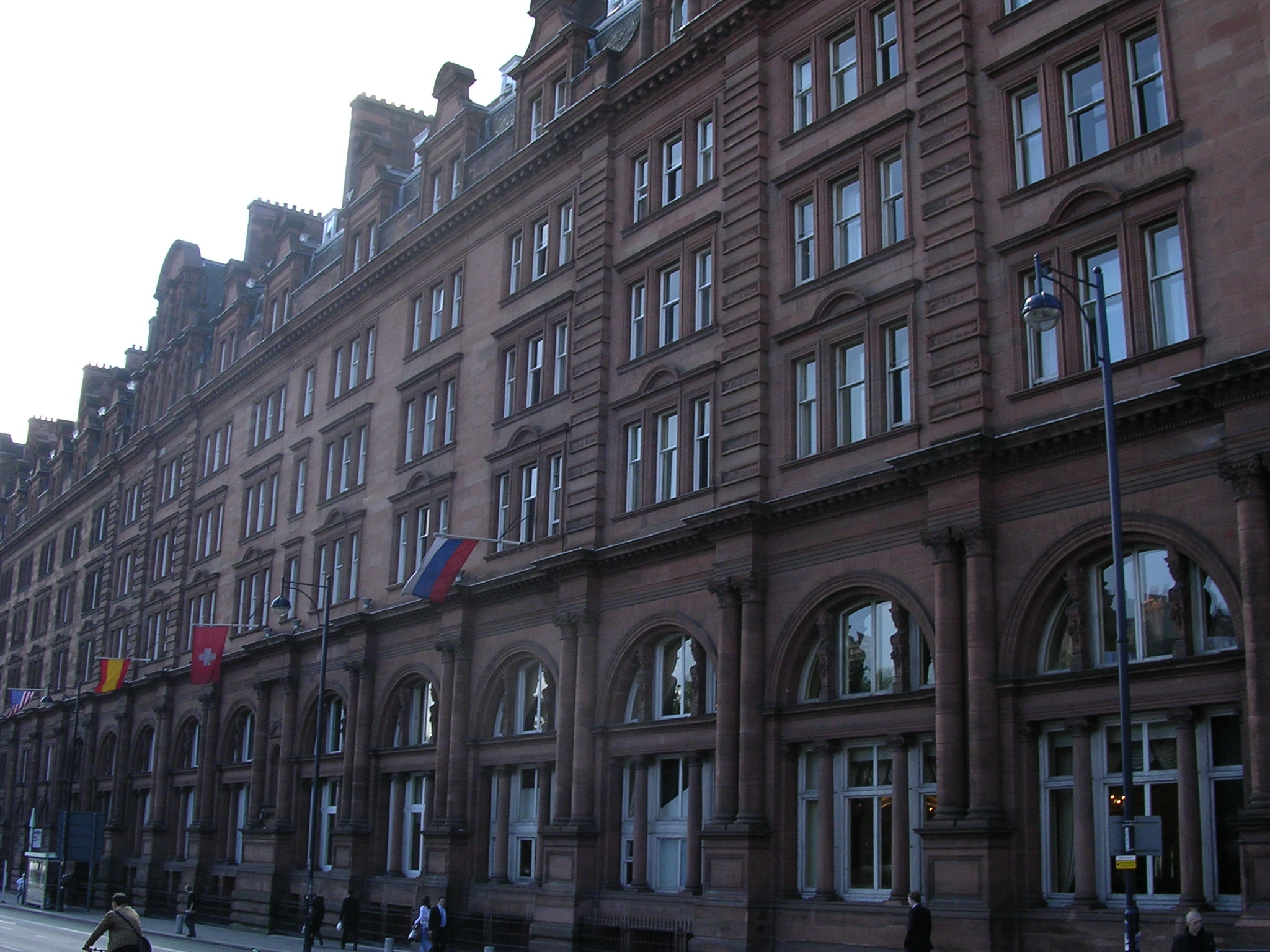
Caledonian
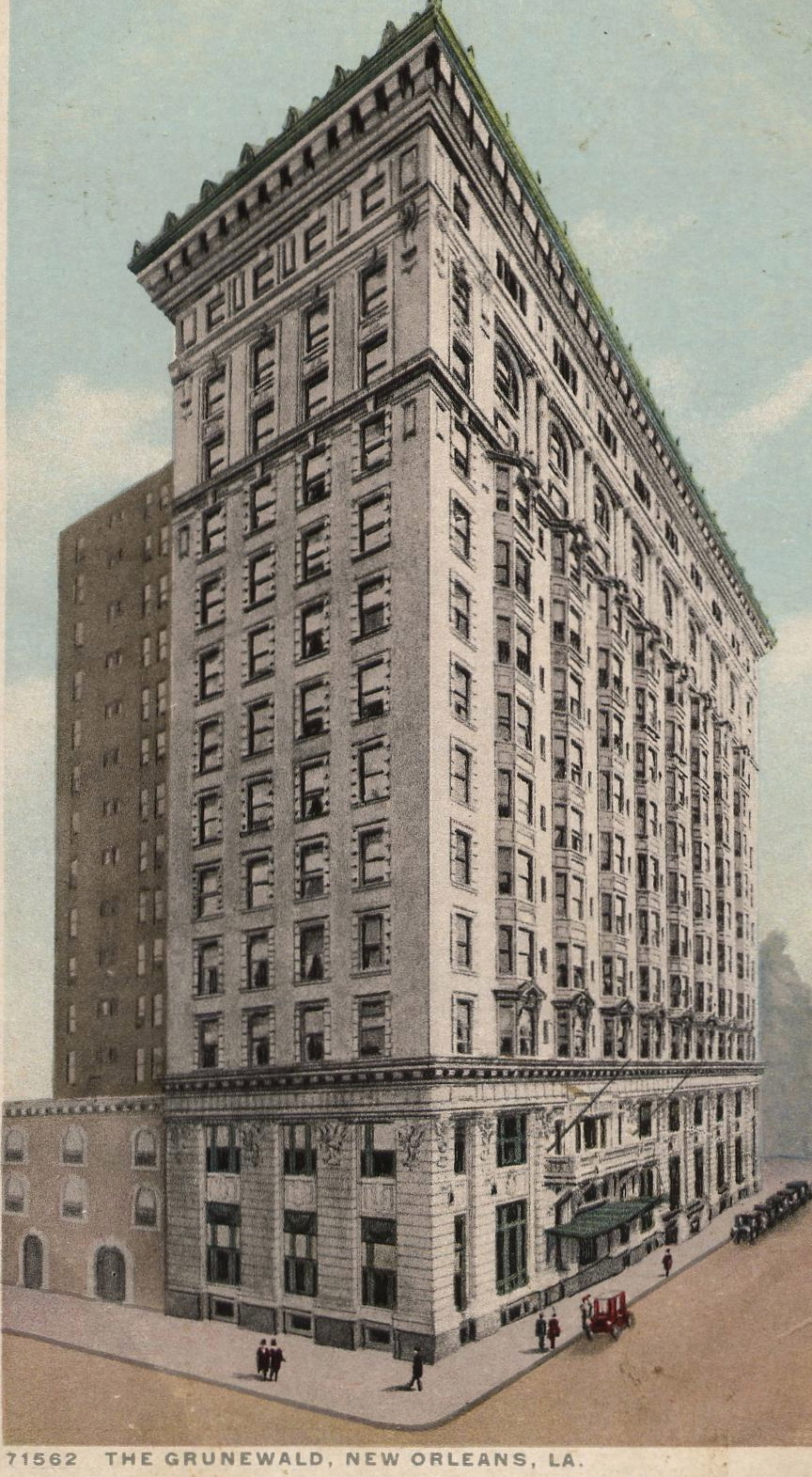
The Roosevelt

Hilton Honors